# Ольгово (Костромская область)
Ольгово — деревня в составе Ореховского сельского поселения Галичского района Костромской области России.

## История
Согласно переписи населения 1897 года в деревне проживало 94 человека (40 мужчин и 54 женщины).
Согласно Списку населенных мест Костромской губернии в 1907 году деревня относилась к Костомской волости Галичского уезда Костромской губернии. По сведениям волостного правления за 1907 год в ней числилось 19 крестьянских дворов и 113 жителей. В деревне имелся сыроваренный завод. Основными занятиями жителей деревни, помимо земледелия, были плотницкий промысел и сельскохозяйственные работы.
До муниципальной реформы 2010 года деревня также входила в состав Ореховского сельского поселения.

## Население
| 2008 | 2010 | 2012 | 2014 |
| ---- | ---- | ---- | ---- |
| 6    | ↘5   | ↗7   | →7   |